# ときがわ町
ときがわ町（ときがわまち）は、埼玉県の中部に位置し、比企郡に属する町。
人口は約1万人。

## 地理
町の大部分は外秩父山地に属するが南西部は岩殿丘陵の西端に位置する。市街地はJR八高線の周辺に広がっており、県道大野東松⼭線の沿道には集落が連続して立地する。
- 河川：都幾川、雀川
- 山地：外秩父山地

## 歴史
- 2006年（平成18年）2月1日 - 比企郡玉川村と比企郡都幾川村が合併し成立した。町名の由来は、旧両村内を流れる都幾川に因み、読みやすいように、また対等合併であり既存の自治体の名称を採用するので、編入合併の印象を与えないようひらがなとした。なお、慈光寺がある都幾山は都幾川の名前の由来の一説である[3]。

## 人口
| |                                            |  |
| ときがわ町と全国の年齢別人口分布（2005年） | ときがわ町の年齢・男女別人口分布（2005年） |  |
| ■紫色 ― ときがわ町 ■緑色 ― 日本全国 | ■青色 ― 男性 ■赤色 ― 女性                  |  |
| ときがわ町（に相当する地域）の人口の推移 \| 1970年（昭和45年） \| 10,414人 \| \| \| 1975年（昭和50年） \| 10,625人 \| \| \| 1980年（昭和55年） \| 11,131人 \| \| \| 1985年（昭和60年） \| 12,497人 \| \| \| 1990年（平成2年） \| 13,489人 \| \| \| 1995年（平成7年） \| 14,251人 \| \| \| 2000年（平成12年） \| 13,966人 \| \| \| 2005年（平成17年） \| 13,271人 \| \| \| 2010年（平成22年） \| 12,421人 \| \| \| 2015年（平成27年） \| 11,492人 \| \| \| 2020年（令和2年） \| 10,540人 \| \| |                                            |  |
| 総務省統計局 国勢調査より |                                            |  |
| 1970年（昭和45年） | 10,414人                                   |  |
| 1975年（昭和50年） | 10,625人                                   |  |
| 1980年（昭和55年） | 11,131人                                   |  |
| 1985年（昭和60年） | 12,497人                                   |  |
| 1990年（平成2年） | 13,489人                                   |  |
| 1995年（平成7年） | 14,251人                                   |  |
| 2000年（平成12年） | 13,966人                                   |  |
| 2005年（平成17年） | 13,271人                                   |  |
| 2010年（平成22年） | 12,421人                                   |  |
| 2015年（平成27年） | 11,492人                                   |  |
| 2020年（令和2年） | 10,540人                                   |  |

## 行政

### 町長
- 町長：渡邉一美（2018年2月26日就任、2期目）
- 町長職務執行者（初代町長選出まで）：大沢 堯（旧・都幾川村長）
大沢堯は、2006年（平成18年）2月10日をもって町長職務執行者を辞任。
町長職務執行者職務代理者：杉田 斉（旧・都幾川村助役）

### 町役場
- - 本庁舎（旧・玉川村役場） - 埼玉県比企郡ときがわ町大字玉川2490番地
  - 第二庁舎（旧・都幾川村役場） - 埼玉県比企郡ときがわ町大字桃木32番地

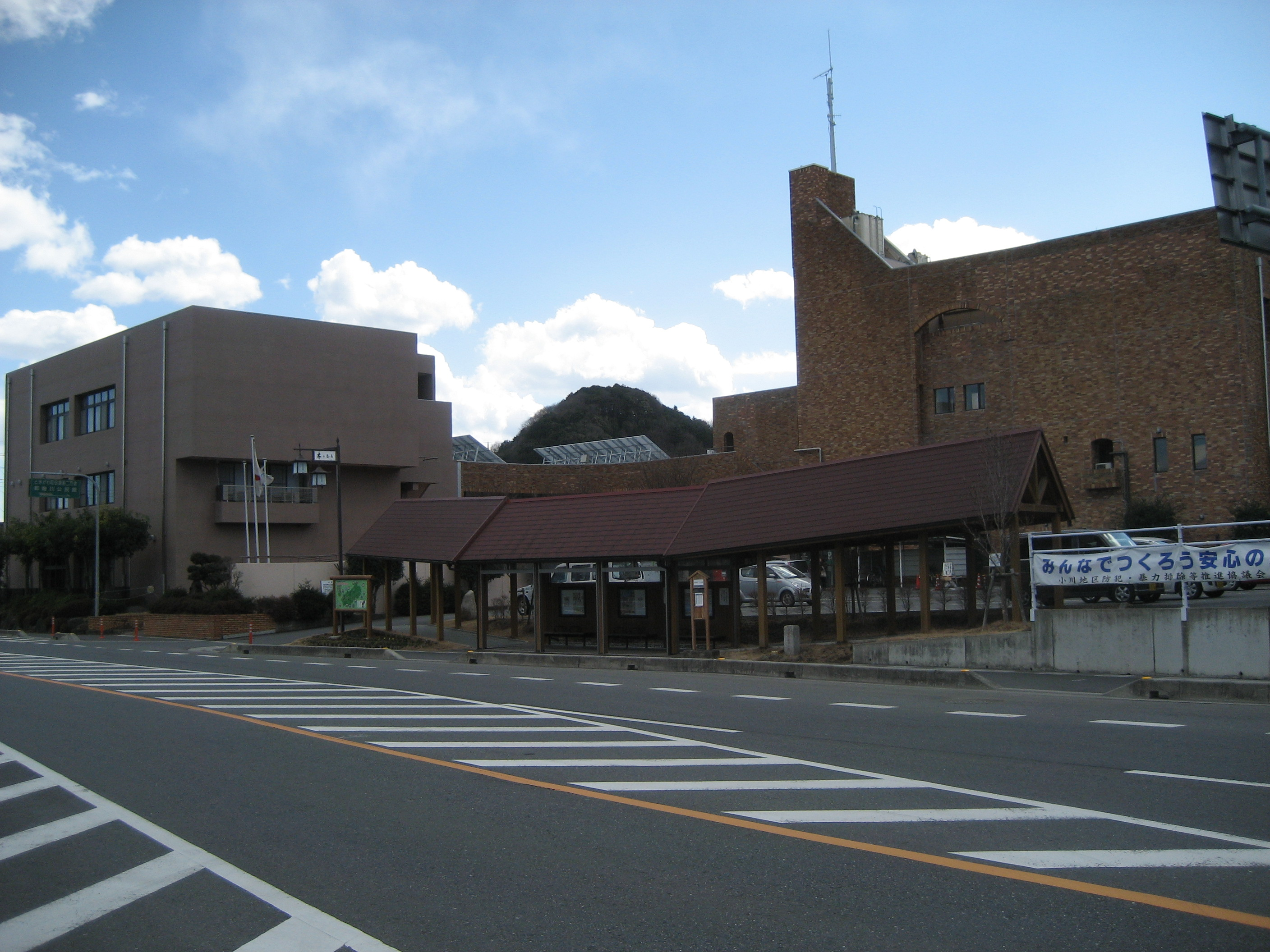
第二庁舎（旧都幾川村役場）

### 広域行政
一部事務組合
- 比企広域市町村圏組合：東松山市、滑川町、嵐山町、小川町、川島町、吉見町、東秩父村とともに、障害程度区分審査会、介護認定審査会、東松山斎場の運営（鳩山町を除く）、比企広域消防本部の運営（川島町を除く）を行っている。
- 小川地区衛生組合：小川町、嵐山町、滑川町、東秩父村とともに、ごみ処理（収集運搬を除く）及びし尿処理を行っている。

過去に設置されていた一部事務組合
- 埼玉中部資源循環組合：東松山市、桶川市、比企郡の6町（滑川町、嵐山町、小川町、当町、鳩山町、吉見町、川島町（川島町は平成27年12月1日に加入））及び秩父郡東秩父村により平成27年4月1日に設立。可燃ごみ及び粗大ごみの新施設を建設する計画を立てていた。しかし、処理施設の付帯設備（温浴施設等）の建設及び建設後の管理費用負担について協議が纏まらなかったことなどもあり、計画が頓挫し、令和2年3月31日をもって組合は解散した。[4]

## 地域

### 教育
中学校
- ときがわ町立都幾川中学校
- ときがわ町立玉川中学校

小学校
- ときがわ町立明覚小学校
- ときがわ町立萩ケ丘小学校
- ときがわ町立玉川小学校

### 公共施設
- 保健センター・地域包括支援センター
- 家族相談支援センター
- 勤労者福祉会館
- 地域振興室
- 学校給食センター
- 文化センター（アスピアたまがわ）
- 三栖右嗣リトグラフ展示室
- 都幾川公民館
- 玉川公民館
- 玉川トレーニングセンター
- 玉川保育園
- 平保育園
- 図書館
町立図書館（旧玉川村立図書館）と都幾川公民館図書室（旧都幾川村立図書館）があり、どちらでも貸出や返却が可能となっている。ただし、図書室は図書館法の規定する図書館ではないため、複写サービスは受けられないので利用の際は注意が必要である。
また、比企広域市町村圏域内公共図書館の相互利用協定により、東松山市、比企郡滑川町、比企郡小川町、比企郡嵐山町、比企郡川島町、比企郡吉見町、比企郡鳩山町、秩父郡東秩父村に在住か通学通勤していれば利用できる。
  - ときがわ町立図書館
  - 都幾川公民館図書室

### 消防
- 比企広域消防本部　小川消防署（小川町）が管轄している。
  - ときがわ分署
- ときがわ消防団

### 警察
- 小川警察署（小川町）が管轄している。
  - 玉川駐在所
  - 明覚駐在所
  - 西平駐在所

### 電話番号
市外局番は町内全域が「0493」。同一市外局番の地域との通話は市内通話料金で利用可能（東松山MA）。収容局は埼玉玉川局、都幾川局。

### 郵政
郵便番号は町内全域が「355-03xx」（小川郵便局が集配を担当）である。
- 都幾川郵便局
- 玉川郵便局
- 都幾川桃木簡易郵便局

### 金融機関
- 埼玉縣信用金庫都幾川支店
- JA埼玉中央農業協同組合
  - ときがわ支店

## 交通

### 鉄道
- 東日本旅客鉄道（JR東日本）
  - 八高線明覚駅

中心となる駅：明覚駅
なお、後述のバスを利用して東武鉄道東上本線の武蔵嵐山駅にも出ることができる。これらの駅まで行くことにより、東松山、川越など県内の他の地域、東京都心部へもアクセスできる。

### バス
- ときがわ町路線バス
  - コミュニティバスとして「ときがわ町営バス」を運行していたが、イーグルバスの一般路線へ移行した。

### 乗合タクシー
ときがわ町乗合タクシー（ときがわ町デマンド交通）は、町内の共通乗降所の間を固定料金（大人 1回 500円）で利用できる。2019年10月1日から運行を開始した。
- 利用可能日時：　平日の 8:00〜19:00
- 使用車両：　10人乗りワゴン車
- 利用料金：　大人 500円、小人 300円（片道）
- 定期券：　大人 1か月 2,500円、1年 25,000円
- 要予約：　1週間前から30分前までに、インターネットまたは電話で予約

### タクシー
タクシーの営業区域は県南西部交通圏で、川越市・所沢市・東松山市・飯能市・和光市などと同じエリアとなっている。

### 道路
県道
- 主要地方道
  - 埼玉県道30号飯能寄居線
- 一般県道
  - 埼玉県道171号ときがわ坂戸線
  - 埼玉県道172号大野東松山線
  - 埼玉県道173号ときがわ熊谷線
  - 埼玉県道188号明覚停車場線
  - 埼玉県道273号西平小川線

## 放送
飯盛峠に埼玉県域民放FM局、NACK5の送信所がある（元はNHK-FMさいたま局と同じ平野原送信所に設置していたが、県北部地域の難聴取対策、および新中継局を設置するに必要な周波数が不足していた事を理由に移転）。
| FM放送送信所概要 | FM放送送信所概要 | FM放送送信所概要 | FM放送送信所概要 | FM放送送信所概要 | FM放送送信所概要 | FM放送送信所概要 |
| 放送局名         | コールサイン     | 周波数           | 空中線電力       | ERP              | 放送対象地域     | 放送区域内世帯数 |
| ---------------- | ---------------- | ---------------- | ---------------- | ---------------- | ---------------- | ---------------- |
| NACK5            | JODV-FM          | 79.5MHz          | 5kW              | 37kW             | 埼玉県           | 約-世帯          |

## 名所・旧跡・観光スポット・祭事・催事
- 都幾山慈光寺（坂東三十三箇所観音霊場九番）
  - 慈光寺の境内には、ときがわ町（当時は都幾川村）出身の民間飛行機研究家・岩田正夫が当時の都幾川村に寄贈した飛行機の機体の一部が保存されている飛行機小屋がある。
- ときがわ町星と緑の創造センター
- 上サ・スケート場
- 木のむらキャンプ場
- 大野特産物販売所
- 都幾川温泉
- 建具会館
- やすらぎの家
- くぬぎむら体験交流館
  - 　同地の近くには、山猫電鉄バスの停留所を名乗る看板が存在する。しかし、同地に路線バスは乗り入れておらず、いつ誰が何の目的で設置したのかすら不明。
- 都幾川四季彩館
- 木のむら物産館（都幾川農林産物直売所）
- いこいの里大附（そば道場）
- 大附みかん山
- 雀川砂防ダム公園
- 玉川温泉
- 小倉城址
- 玉川花菖蒲まつり
- ふれあいの里たまがわ
- 三波渓谷